# Silpium Mons
Il Silpium Mons è una struttura geologica della superficie di Io.